# Parque nacional de Doi Phu Nang
El Parque nacional de Doi Phu Nang (en tailandés, อุทยานแห่งชาติดอยภูนาง) es un área protegida del norte de Tailandia, en la provincia de Phayao. Tiene una extensión de 512 kilómetros cuadrados y fue declarado en el año 1991. 
El paisaje es accidentado, con montañas que se despliegan de norte a sur mientras que los bosques de Mae Yom y Nam Pi se despliegan en forma de herradura. Los 1.202 m s. n. m. del Doi Phu Nang representan el punto de mayor altitud del parque.